# Дмитрий Варшавски
Дмитрий Лвович Варшавски (на руски: Дми́трий Льво́вич Варша́вский) е руски рок певец и китарист, основател на група Черный кофе.

## Биография
Роден е на 21 януари 1964 в Москва. През 70-те години става един от първите музиканти в СССР, който се занимава професионално с тежка музика. През 1979 създава „Черный кофе“, а през 1981 прави и първия си професионален запис в студиото на звукозаписната компания „Мелодия“. Групата става популярна с албумите си „Светлый металл“ и „Переступи порог“. В хитове се превръщат песните „Владимирская Русь“, „Светлый металл“, „Листья“ и „Я ищу“. През 1990 Варшавский емигрира в САЩ и заедно с групата издават албумът „Golden lady“, който е единственият им англоезичен албум. През 1999 Дмитрий се завръща в Русия. На 6 март „Черный кофе“ изнасят концерта „Снова в Москве“. През 2008 Дмитрий участва в групата Епитафия като гост-вокалист в албума „Заложники системы“. Година по-късно към групата на Варшавский се присъединява барабанистът на „Епитафия“ Андрей Приставка.